# Das Amulett des Todes
Das Amulett des Todes is een Duitse film uit 1975, geregisseerd door Ralf Gregan en Günter Vaessen met hoofdrollen voor Rutger Hauer en Vera Tschechova. 

## Verhaal
Lerares Corinna is toevallig getuige van een ontvoering en raakt daardoor betrokken bij de zaken van een smokkelaarsbende.  

## Rolverdeling
| Acteur          | Personage |
| --------------- | --------- |
| Rutger Hauer    | Krisas    |
| Vera Cechova    | Korina    |
| Horst Frank     | Himelis   |
| Walter Richter  | Arturas   |
| Gunter Stoll    |           |
| Walter Sedlmayr |           |